# Joan Marca Miró
Joan Marca Miró va ser un treballador i polític nascut a Reus el 1901.
Treballà en el camp de la farmàcia veterinària. Estava vinculat quasi des de la seva fundació al Club Natació Reus Ploms, del qual en va ser president en diferents períodes. Va ser regidor pel Foment Nacionalista Republicà, vinculat a Esquerra Republicana, el 1934 però va ser empresonat després del fets del sis d'octubre. Durant la guerra va arribar a comandant al bàndol republicà. Va marxar a l'exili a França el 1939, i va lluitar a la resistència francesa contra els alemanys. Va morir el 1990.